# Leporacanthicus joselimai
Leporacanthicus joselimai — вид риб з підродини Leporacanthicus родини Лорікарієві ряду сомоподібні.

## Опис
Загальна довжина сягає 9,8 см. Спостерігається статевий диморфізм: самці дещо більші самиць. Голова доволі широка й видовжена в області морди. Остання має вирости (у самців їх більше). Очі великі. Рот мають вигляд присоски з 2 рядками зубів. Тулуб витягнутий, вкритий рядками кісткових пластинок, окрім черева. Черево самиць більш округле. Спинний плавець помірно великий, часто притиснутий до тіла. Грудні плавці широкі. У самців на першому промені цих плавців є довгі одонтоди. Жировий плавець маленький. Анальний плавець довгий, за розміром дещо більше за жировий. Хвостовий плавець широкий, прямий, усічений.
Забарвлення сіро-буре з чорними плямами овальної форми. Кінчики спинного і хвостового плавців жовтого кольору, у молодих особин — білого. На нижній частині плями більші, але меншої кількості.

## Спосіб життя
Є демерсальною рибою. Зустрічається в невеличких річках. Утворює невеличкі косяки. Вдень ховається серед каміння. Активний вночі. Живиться дрібними безхребетними, зокрема двостулковими, равликами, креветками, вкрай рідко водоростями.
Нерест відбувається у печерах. За ікрою доглядає самець.

## Розповсюдження
Є ендеміком Бразилії. Мешкає у басейні річки Тапажос.